# Хромистая сталь
Хромистая сталь — легированная сталь, в которой основным легирующим элементом является хром, повышающий её жаропрочность и жаростойкость. Наиболее распространены в промышленности высокохромистые стали с содержанием хрома от 8 % и выше, примерами которых являются марки 20Х13, 30Х13, 15Х11МФ и другие. Для дополнительного улучшения свойств высокохромистых сталей в них вводят добавки, которыми могут быть молибден, вольфрам, ванадий, ниобий, титан. Максимальная температура, при которой допускается длительная работа высокохромистых сталей, составляет около 650 °С.